# Малюр фіолетовоголовий
Малюр фіолетовоголовий (Malurus coronatus) — вид горобцеподібних птахів з родини малюрових (Maluridae). Австралійський ендемік. Має 2 підвиди:
- M. c. coronatus
- M. c. macgillivrayi